# République dominicaine aux Jeux olympiques d'été de 2008
La République dominicaine participe aux Jeux olympiques d'été de 2008 à Pékin.

## Liste des médaillés dominicains

### Médailles d'or
| Sport              | Discipline | Sportifs          | Performance |
| Médailles d'or : 1 |            |                   |             |
| Boxe               | 64 kg (H)  | Manuel Félix Díaz |             |

### Médailles d'argent
| Sport                  | Discipline  | Sportifs               | Performance                                                     |
| Médailles d'argent : 1 |             |                        |                                                                 |
| Taekwondo              | - 58 kg (H) | Yulis Gabriel Mercedes | République dominicaine 1 - 1 Mexique (victoire par supériorité) |

### Médailles de bronze
| Sport                   | Discipline | Sportifs | Performance |
| Médailles de bronze : 0 |            |          |             |

## Athlètes par sports[1]

### Athlétisme
| Hommes - 400 m : - Arismendy Peguero - 400 m haies : - Felix Sanchez | Femmes - 200 m : - Marielis Sanchez |

#### Hommes
| Épreuve               | Athlète           | Séries      | Séries | Quarts de finale | Quarts de finale | Demi-finales | Demi-finales | Finale   | Finale |
| Épreuve               | Athlète           | Résultat    | Rang   | Résultat         | Rang             | Résultat     | Rang         | Résultat | Rang   |
| --------------------- | ----------------- | ----------- | ------ | ---------------- | ---------------- | ------------ | ------------ | -------- | ------ |
| 400 mètres            | Arismendy Peguero | 46.28       | 6e     | -                | -                | -            | -            | -        | -      |
| 400 mètres haies      | Félix Sánchez     | 51.10       | 5e     | -                | -                | -            | -            | -        | -      |
| Relais 4 × 400 mètres | Carlos Santa      | 3 min 04.31 | 8e     | -                | -                | -            | -            | -        | -      |
| Relais 4 × 400 mètres | Arismendy Peguero | 3 min 04.31 | 8e     | -                | -                | -            | -            | -        | -      |
| Relais 4 × 400 mètres | Pedro Mejía       | 3 min 04.31 | 8e     | -                | -                | -            | -            | -        | -      |
| Relais 4 × 400 mètres | Yoel Tapia        | 3 min 04.31 | 8e     | -                | -                | -            | -            | -        | -      |

#### Femmes
| Épreuve    | Athlète          | Séries   | Séries | Quarts de finale | Quarts de finale | Demi-finales | Demi-finales | Finale   | Finale |
| Épreuve    | Athlète          | Résultat | Rang   | Résultat         | Rang             | Résultat     | Rang         | Résultat | Rang   |
| ---------- | ---------------- | -------- | ------ | ---------------- | ---------------- | ------------ | ------------ | -------- | ------ |
| 200 mètres | Marielis Sanchez | 24.05    | 6e     | -                | -                | -            | -            | -        | -      |

### Boxe
Hommes
- 48 kg (poids mi-mouche) :
  - Winston Montero
- 51 kg (poids mouche) :
  - Juan Carlos Payano
- 57 kg (poids plume) :
  - Roberto Navarro
- 64 kg (poids super-légers) :
  - Manuel Félix Díaz
- 69 kg (poids mi-moyen) :
  - Gilbert Lenin Castillo
- 75 kg (poids moyen) :
  - Argenis Nunez

| Athlète                | Catégorie                  | 16e de finale               | 8e de finale          | Quart de finale          | Demi-finale            | Finale                   |
| Athlète                | Catégorie                  | Adversaire Résultat         | Adversaire Résultat   | Adversaire Résultat      | Adversaire Résultat    | Adversaire Résultat      |
| ---------------------- | -------------------------- | --------------------------- | --------------------- | ------------------------ | ---------------------- | ------------------------ |
| Winston Mendez Montero | Poids mi-mouches (-48kg)   | Bilali Victoire 9-3         | Ruanroeng Défaite 3-7 | -                        | -                      | -                        |
| Juan Carlos Payano     | Poids mouches (-51Kg)      | Thomas Victoire 10-6        | Picardi Défaite 4-8   | -                        | -                      | -                        |
| Roberto Navarro        | Poids plumes (-57Kg)       | Porozzo Défaite 3-3+        | -                     | -                        | -                      | -                        |
| Felix Manuel Diaz      | Poids super-légers (-64Kg) | Hambartsumyan Victoire 11-4 | Joyce Victoire +11-11 | Sepahvandi Victoire 11-6 | Vastine Victoire 12-10 | BoonjumnongVictoire 12-4 |
| Gilbert Castillo       | Poids welters (-69Kg)      | Stretskiy Défaite 6-9       | -                     | -                        | -                      | -                        |
| Argenis Nunez          | Poids moyens (-75Kg)       | NC                          | Blanco Défaite 7-18   | -                        | -                      | -                        |

### Haltérophilie
Femmes
- 53 kg :
  - Yudelguis Maridalin

### Judo
| Hommes - 66 kg : - Juan Jacinto Jimenez - 100 kg : - Teofilo Diek | Femmes - 52 kg : - Maria Garcia |

### Sports aquatiques

#### Natation
Hommes
- 50 m nage libre :
  - Jacinto de Jesus Ayala Benjamin

### Taekwondo
Hommes
- - 58 kg :
  - Yulis Gabriel Mercedes

### Tennis de table
| Hommes - Simple : - Ju Lin | Femmes Simple : - - Lian Qian - Xue Wu - Par équipes : - Lian Qian, Joenny Valdez et Xue Wu |

### Tir
Hommes
- Skeet :
  - Julio Elizardo Dujarric Lembcke

### Voile
Hommes
- Laser :
  - Raul Aguayo